# Plagithmysus aestivus
Plagithmysus aestivus là một loài bọ cánh cứng trong họ Cerambycidae.